# ヨン・ウジン
ヨン・ウジン（本名：キム・ボンフェ、1984年7月5日 - ）は、韓国の俳優である。デビュー当時の芸名はソ・ジフ。

## 人物
- 父は高校美術教師。弟はインディーズバンドのドラマー。

## 学歴
- 江陵高校
- 世宗大学校土木環境工学学士

## 出演

### ドラマ
- シンデレラのお姉さん（2010年、KBS） - キム・ドンス 役
- まるごとマイ・ラブ（2010年、MBC） - パン・ウジン 役
- 烏鵲橋の兄弟たち（2011年、KBS） - ファン・テピル 役
- 普通の恋愛（2012年、KBS） - ハン・ジェグァン 役
- アラン使道伝（2012年、MBC） - チェ・ジュワル 役
- 男が愛する時（2013年、MBC） - イ・ジェヒ 役
- 星から来たあなた（2014年、SBS） - イ・ハンギョン 役
- シークレット・ラブ「会いたい」（2014年、DRAMAcube） - チャン・ヒョンジン 役
- 恋愛じゃなくて結婚（2014年、tvN） - コ・ギテ 役
- 離婚弁護士は恋愛中（2015年、SBS） - ソ・ジョンウ 役
- また?!オ・ヘヨン (2016年、tvN） - コン・ギテ 役　カメオ出演
- 内省的なボス（2017年、tvN） - ウン・ファンギ 役
- 七日の王妃（2017年、KBS） - 晋城大君  役
- 法廷プリンス-イ判サ判-（2017-2018年、SBS） - サ・ウィヒョン 役
- プリースト（2018年-2019年、OCN） - オ・スミン 役
- 君の歌を聴かせて（2019年、KBS2） -　チャン・ユン 役
- サーチ（2020年、OCN） - チョ・ミングク 役
- アンダーカバー（2021年、JTBC） - ハン・ジョンヒョン 役
- 39歳 (2022年) ―  キム・ソヌ 役
- 貞淑なお仕事（2024年、JTBC）- キム・ドヒョン役

### 映画
- ただの友達?（2009年）- カン・ミンス 役
- 私たちは空を飛んだ（2011年）- スンギ 役
- トンネル 3D（2014年）- ドンジュン 役
- 化粧／火葬（2015年）- キム・ミンス 役
- 出国 造られた工作員（2018年）- チェ・ムヒョク 役
- 夜明けの詩（2021年）- チャンソク 役
- 呪呪呪/死者をあやつるもの（2021年）- ヨンス刑事 役
- 愛に奉仕せよ（2022年）- シン・ムグァン 役

### MV
- KARA(카라) - 둘 중에 하나(Runaway) （2013年）
- ZIA(지아) _ Falling In Love (Duet With Hwanhee(환희))（2014年）

## モデル
- ソウルコレクションモデル（2007年）

## 受賞歴
- 2012年 KBS演技大賞「普通の恋愛」演技賞